# 生坂村立生坂小学校
生坂村立生坂小学校（いくさかそんりついくさかしょうがっこう）は、長野県東筑摩郡生坂村にある公立小学校。

## 所在地
〒399-7201 長野県東筑摩郡生坂村6820番地

## 沿革
- 1887年 - 小学校令に基づき、上生坂学校を本校とし、下生坂に支校、小立野、下生野に派出所、丸山、込地に簡易小学校を置く[2]。
- 1901年 - 生坂尋常小学校となり、下生坂、小立野、下生野、込地に分教場を置く[3]。
- 1941年4月1日 - 国民学校令に基づき、生坂国民学校と改称。
- 1947年4月1日 - 学制改革により、（旧）生坂村立生坂小学校となる。
- 1957年3月31日 - 新設合併に伴い、生坂村立生坂中央小学校となる[4]。
- 1979年4月1日 - 生坂南小学校（旧陸郷小学校）、生坂北小学校（旧広津小学校）と統合し、（新）生坂村立生坂小学校なる[5]。

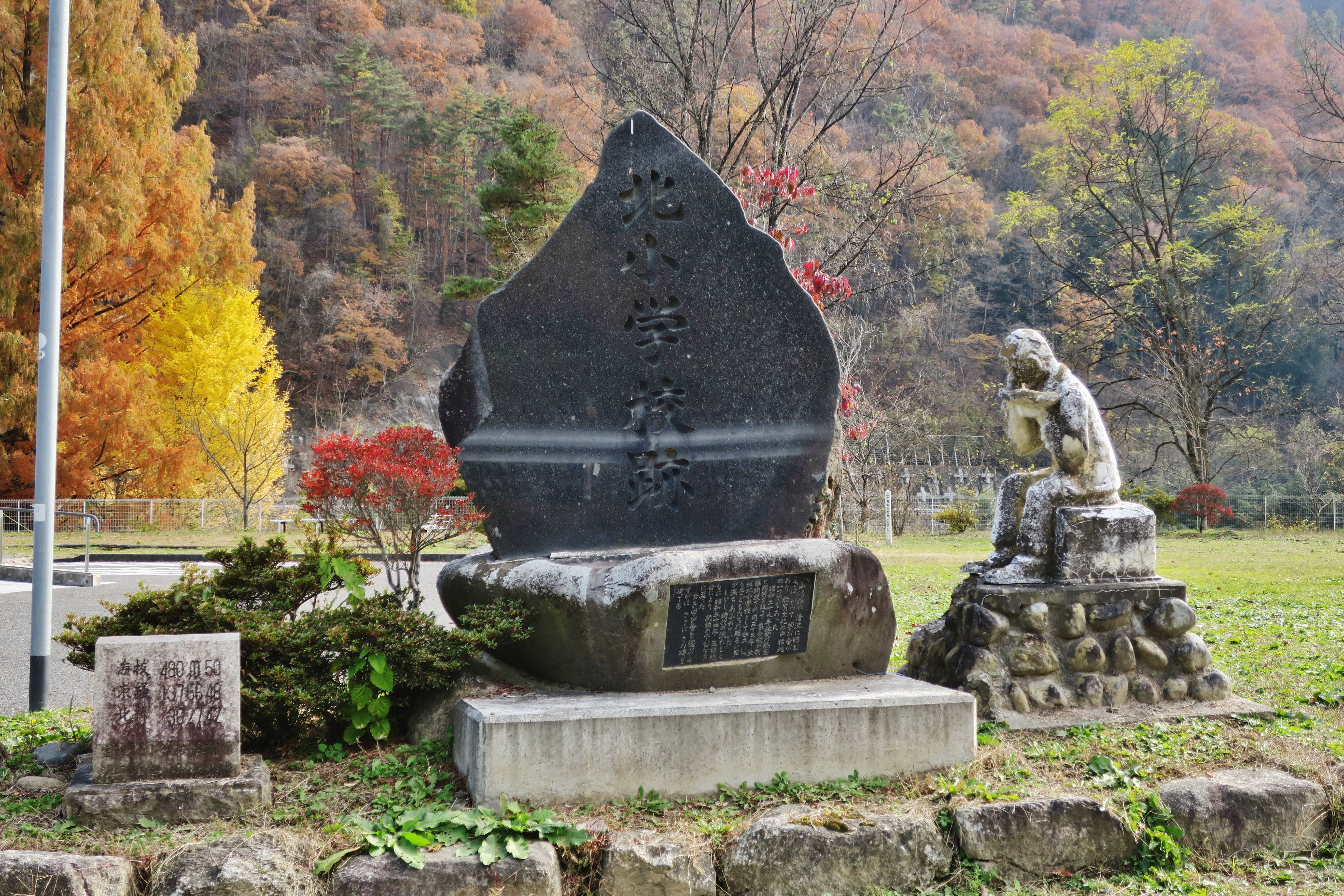
生坂北小学校跡（山清路の郷資料館）

## 卒業後の進路
卒業生は公立中学校に進学する場合、基本的に生坂中学校へ進学する。